# Avigliano Umbro
Avigliano Umbro – miejscowość i gmina we Włoszech, w regionie Umbria, w prowincji Terni.
W roku 2004 gminę zamieszkiwało 2376 osób (46,6 os./km²).